# Huedepohliana constanzae
Huedepohliana constanzae là một loài bọ cánh cứng trong họ Cerambycidae.